# Krzysztof Franaszek
Krzysztof Franaszek, (ur. 1981 w Lublinie) – polski artysta współczesny, rzeźbiarz. 
Absolwent Wydziału Rzeźby Akademii Sztuk Pięknych w Warszawie, od 2006 roku jest pracownikiem macierzystej uczelni, gdzie w 2021 roku uzyskał stopień doktora habilitowanego sztuk pięknych. Był stypendystą w pracowni Christiana Jankowskiego na Staatliche Akademie der Bildenden Künste w Stuttgarcie (2005) oraz Ministerstwa Kultury i Dziedzictwa Narodowego (2009, 2018, 2020). Mieszka i pracuje w Warszawie. 
Tworzy rzeźby, obiekty, instalacje i wideo, związany z Galerią Le Guern. Prace artysty znajdują się w kolekcji Centrum Rzeźby Polskiej w Orońsku oraz PKO Banku Polskiego.

## Działalność artystyczna

### Twórczość
Krzysztof Franaszek w swojej praktyce artystycznej poszukuje nowych środków wyrazu pracując z metalem, drewnem, tworzywami sztucznymi, wykorzystując druk 3D oraz instalacje elektryczne i świetlne. Oscyluje wokół zagadnień związanych z ludzką naturą, emocjonalnością i funkcjonowaniem człowieka w przestrzeni miejskiej. Bada miasto, jego tkankę i materię eksplorując działanie sił twórczych i destrukcyjnych. Jednocześnie chętnie sięga do wytworów przyrody oraz czerpie z mechanizmów i rytuałów w niej funkcjonujących. Człowieka, jego kreacje i nawyki oraz działanie natury traktuje jak dwie ścierające się i równoważące się ze sobą energie. W efekcie powstają prace o wyrazistych abstrakcyjnych formach, obiekty i instalacje, w których dzieło nieraz zmienia się i ewoluuje.

### Wystawy

#### Wystawy indywidualne
- 2008:  EuroUfo, Instalacja w przestrzeni publicznej, w ramach MachtRaum, Berlin
- 2009:  Asfalt, Galeria Studio, Warszawa[4]
- 2010:  The Site Realizacja projektu w przestrzeni publicznej Utrecht, Holandia
- 2010:  Afalt2 w ramach „lubelskich refleksji”, BWA Lublin, Galeria Grodzka[5]
- 2010:  Gradient, Mała Galeria, Nowy Sącz
- 2011:  Hala, z Simone Rueß, Warszawa[6]
- 2012:  Zgrupowanie, Galeria A19., Warszawa
- 2012:  Centrum, aula Akademii Sztuk Pięknych w Warszawie
- 2012:  Światłodziura, Galeria “cultureshock”, Warszawa[7]
- 2013:  Obelisk, Bank Pekao Project Room, Centrum Sztuki Współczesnej Zamek Ujazdowski, Warszawa[8]
- 2017:  Wyostrzone, Galeria Korekta, Warszawa[9]
- 2019:  Wszystkożercy, Galeria Art Walk, Warszawa[10]
- 2019:  Rzeczy, które nas wciągają, Galeria Le Guern, Warszawa[11]
- 2021:  Chwila przed katastrofą, Centrum Rzeźby Polskiej, Orońsko[12][13]
- 2021:  de-re-konstrukt, z Simone Rueß, Galeria Le Guern, Warszawa[14]
- 2021:  HR6819, Galeria Casa Matei, Cluj-Napoca, Rumunia[15]
- 2021: Trapped Surfaces, (AV17) Gallery, Wilno, Litwa[16][17]

#### Wystawy zbiorowe
- 2005:  KunstMuseum – Staatliche Akademie, wystawa pod kierunkiem Christiana Jankowskiego w Kunst Museum Stuttgart
- 2007:  EPAF 2007, festiwal performance Centrum Sztuki Współczesnej, Warszawa[18]
- 2007:  Planeta Zabawy, interaktywny obiekt w przestrzeni publicznej oraz film dokumentacyjny Play!Art z grupowych działań i warsztatów, Gryfino
- 2008:  Shut Down w ramach prezentacji Under the Skin New video from Poland, New Museum, Nowy Jork
- 2009:  Spadające przedmioty, Galeria Kronika, Bytom
- 2010:  Move, wystawa New European Media Art, Halle[19]
- 2010:  Dialogi, IX Międzynarodowe Biennale Sztuki Współczesnej Sankt Petersburg
- 2010:  Divina Silo Art Complex z międzynarodowym kolektywem artystów „Local to Local” – sztuka w kontekście miejsca, Litwa
- 2015:  Uroboros – efekt wow, Galeria In, Żyrardów
- 2015:  portal aktywny wystawa w przestrzeni publicznej “skarpa rewelacja” biennale sztuki Fundacji Culture Shock, Warszawa[20]
- 2016:  Wystawa artystycznego środowiska WIT – Centrum Sztuki Fort Sokolnickiego, Warszawa
- 2017:  Cultus Terrae – uprawa ziemi, Galeria BWA „Sokół” Nowy Sącz[21]
- 2017:  Emocja i Namysł – Puławski Ośrodek Kultury, Puławy[22]
- 2017:  Wystawa Rysunku – światło i cień, Centrum Informacji imienia Jana Nowaka Jeziorańskiego, Warszawa[23]
- 2017:  Wystawa artystycznego środowiska WIT – Centrum Sztuki Fort Sokolnickiego, Warszawa
- 2018:  Asian Art Bienalle Bangladesh 2018, Bangladesz
- 2018:  self-portrait, Karnataka Chitrakala Parishath Museum Gallery, College of Fine Arts in Bangalore
- 2018:  Now Art, Festiwal Sztuki Współczesnej, Kazimierz Dolny[24][25][26]
- 2020:  Styczna, Galeria Dom Chemika, Puławy[27]
- 2020:  Salon Parametryczny +, Galeria Salon Akademii, Warszawa[28]
- 2020:  Poznań Jeżyce – Warszawa Praga Express, Jeżyckie Centrum Kultury, Poznań[29]
- 2020:  Warszawa Praga – Poznań Jeżyce Express, Galeria Le Guern, Warszawa[30]
- 2020:  NEWCOMERS. Kolekcja Banku PKO, Centrum Praskie Koneser, Warszawa[31]